# Puchar Polski w piłce nożnej (1971/1972)
Puchar Polski w piłce nożnej mężczyzn w sezonie 1971/1972 – 18. edycja rozgrywek, mających na celu wyłonienie zdobywcy Pucharu Polski, który uzyska tym samym prawo gry w Pucharze Zdobywców Pucharów w sezonie 1972/73. Zwycięzcą rozgrywek został Górnik Zabrze, dla którego był to szósty Puchar Polski w historii klubu. 
Mecz finałowy odbył się 4 czerwca 1972 na Stadionie ŁKS-u w Łodzi.

## I runda
| Drużyna 1                      | Wynik          | Drużyna 2          |
| ------------------------------ | -------------- | ------------------ |
| Hutnik II Nowa Huta            | 2:1            | Unia Racibórz      |
| Raków Częstochowa              | 1:0            | Garbarnia Kraków   |
| KS Borek (Kraków)              | 0:4            | Star Starachowice  |
| Avia Świdnik                   | 1:0            | Start Łódź         |
| Stal Stalowa Wola              | 1:1 pd. k. 4:2 | Urania Ruda Śląska |
| Naprzód Rydułtowy              | 1:0 pd.        | Hutnik Nowa Huta   |
| Olimpia Piekary Śląskie        | 1:3            | Śląsk Wrocław      |
| Chojniczanka Chojnice          | 2:1            | Znicz Pruszków     |
| Concordia Piotrków Trybunalski | 1:2            | GKS Katowice       |
| Górnik Januszkowice            | 1:0            | Cracovia           |
| Bałtyk Gdynia                  | 1:2            | Zawisza Bydgoszcz  |
| Granat Skarżysko-Kamienna      | 2:0            | Piast Gliwice      |
| Włókniarz Białystok            | 2:2 pd. k. 4:3 | Motor Lublin       |
| Flota Świnoujście              | 0:1            | Arka Gdynia        |
| Gwardia Koszalin               | 1:1 pd. 3:4    | Olimpia Poznań     |
| Promień Żary                   | 0:5            | ROW Rybnik         |
| Chojnowianka Chojnów           | 2:1            | Zagłębie Konin     |
| Gwardia Olsztyn                | 3:1            | Warta Poznań       |

## 1/16 finału
Do rywalizacji dołączyły drużyny z I ligi.
| Drużyna 1                 | Wynik          | Drużyna 2          |
| ------------------------- | -------------- | ------------------ |
| Granat Skarżysko-Kamienna | 0:6            | Ruch Chorzów       |
| Chojniczanka Chojnice     | 2:1            | Zagłębie Sosnowiec |
| Naprzód Rydułtowy         | 0:0 pd. k. 3:4 | Górnik Zabrze      |
| Hutnik II Nowa Huta       | 0:2            | Stal Rzeszów       |
| Olimpia Poznań            | 0:2            | Zagłębie Wałbrzych |
| Zawisza Bydgoszcz         | 2:2 pd. k. 3:2 | Odra Opole         |
| Arka Gdynia               | 2:1            | Pogoń Szczecin     |
| Star Starachowice         | 0:2            | Wisła Kraków       |
| Śląsk Wrocław             | 3:0            | Szombierki Bytom   |
| Raków Częstochowa         | 3:1            | ŁKS Łódź           |
| Włókniarz Białystok       | 0:3            | Gwardia Warszawa   |
| Gwardia Olsztyn           | 0:2            | Legia Warszawa     |
| Stal Stalowa Wola         | 0:1            | GKS Katowice       |
| Avia Świdnik              | 0:2            | Stal Mielec        |
| Chojnowianka Chojnów      | 1:1 pd. k.3:4  | Polonia Bytom      |
| Górnik Januszkowice       | 0:1            | ROW Rybnik         |

## 1/8 finału
| Drużyna 1             | Wynik          | Drużyna 2          |
| --------------------- | -------------- | ------------------ |
| Śląsk Wrocław         | 2:0            | Wisła Kraków       |
| Raków Częstochowa     | 2:0            | Zagłębie Wałbrzych |
| Legia Warszawa        | 5:2            | Stal Mielec        |
| Arka Gdynia           | 1:2            | Ruch Chorzów       |
| Stal Rzeszów          | 3:0            | Gwardia Warszawa   |
| Górnik Zabrze         | 4:0            | ROW Rybnik         |
| Chojniczanka Chojnice | 0:1            | GKS Katowice       |
| Zawisza Bydgoszcz     | 1:1 pd. k. 8:7 | Polonia Bytom      |

## Ćwierćfinały
| Drużyna 1         | Wynik dwumeczu | Drużyna 2         | Pierwszy mecz | Drugi mecz |
| ----------------- | -------------- | ----------------- | ------------- | ---------- |
| GKS Katowice      | 1:2            | Raków Częstochowa | 0:2           | 1:0        |
| Zawisza Bydgoszcz | 0:3            | Ruch Chorzów      | 0:1           | 0:2        |
| Stal Rzeszów      | 0:5            | Górnik Zabrze     | 0:2           | 0:3        |
| Śląsk Wrocław     | 1:3            | Legia Warszawa    | 0:1           | 1:2        |

## Półfinały
| Drużyna 1         | Wynik dwumeczu | Drużyna 2      | Pierwszy mecz | Drugi mecz |
| ----------------- | -------------- | -------------- | ------------- | ---------- |
| Ruch Chorzów      | 3:4            | Górnik Zabrze  | 3:1           | 0:3        |
| Raków Częstochowa | 0:5            | Legia Warszawa | 0:3           | 0:2        |

### Pierwsze mecze
| 29 marca 1972 | Ruch Chorzów                  | 3:1   | Górnik Zabrze |                                                                                  |
| 17:00         | Bula 42', 82' (k.) · Marx 80' | (1:0) | Banaś 58'     | Stadion Ruchu Chorzów, Chorzów Widzów: 35 000 Sędzia: Włodzimierz Karolak (Łódź) |

| 1 kwietnia 1972 | Raków Częstochowa | 0:3   | Legia Warszawa                  |                                                                               |
| 18:00           |                   | (0:0) | Deyna 49', 83' · Stachurski 86' | Stadion Miejski, Częstochowa Widzów: 18 000 Sędzia: Ryszard Suwiński (Gdańsk) |

### Rewanże
| 1 kwietnia 1972 | Górnik Zabrze                          | 3:0   | Ruch Chorzów |                                                                          |
| 17:00           | Wilczek 11' · Lubański 77' · Banaś 81' | (1:0) |              | Stadion Górnika, Zabrze Widzów: 35 000 Sędzia: Zbigniew Strociak (Opole) |

| 3 kwietnia 1972 | Legia Warszawa          | 2:0   | Raków Częstochowa |                                                                                   |
| 13:20           | Deyna 70' · Pieszko 86' | (0:0) |                   | Stadion Wojska Polskiego, Warszawa Widzów: 5000 Sędzia: Wiesław Więckowski (Łódź) |

## Finał
Spotkanie finałowe odbyło się 4 czerwca 1972 na Stadionie ŁKS-u w Łodzi. Frekwencja na stadionie wyniosła 30 000 widzów. Mecz sędziował Mieczysław Świstek z Rzeszowa. Mecz zakończył się zwycięstwem Górnika Zabrze 5:2. Bramki dla Górnika zdobyli Włodzimierz Lubański w 26., 64., 80. i 87. minucie oraz Zygfryd Szołtysik w 81. minucie. Bramki dla Legii strzelił Robert Gadocha w 3. i 28. minucie. 
| 4 czerwca 1972 | Górnik Zabrze · Lubański 26', 64', 80', 87' · Szołtysik 81' | 5:21:2Raport | Legia Warszawa · Gadocha 3', 28' | Stadion ŁKS-u, Łódź Widzów: 30 000 Sędzia: Mieczysław Świstek (Rzeszów) |
|                |                                                             |              |                                  |                                                                         |

| GÓRNIK ZABRZE       |  |                      |  |     |
|                     |  |                      |  |     |
|                     |  |                      |  |     |
| BR                  |  | Hubert Kostka        |  |     |
| OB                  |  | Jerzy Gorgoń         |  |     |
| OB                  |  | Stanisław Oślizło    |  |     |
| OB                  |  | Henryk Latocha       |  | 46' |
| OB                  |  | Zygmunt Anczok       |  |     |
| PO                  |  | Lucjan Kwaśny        |  | 60' |
| PO                  |  | Hubert Skowronek     |  |     |
| PO                  |  | Alojzy Deja          |  |     |
| NA                  |  | Zygfryd Szołtysik    |  |     |
| NA                  |  | Włodzimierz Lubański |  |     |
| NA                  |  | Jan Banaś            |  |     |
| Rezerwowi           |  |                      |  |     |
| OB                  |  | Jan Wraży            |  | 46' |
| PO                  |  | Władysław Szaryński  |  | 60' |
| Trener:             |  |                      |  |     |
| Jan Gerard Kowalski |  |                      |  |     |

| LEGIA WARSZAWA  |  |                      |  |     |
|                 |  |                      |  |     |
| BR              |  | Piotr Mowlik         |  |     |
| OB              |  | Władysław Stachurski |  |     |
| OB              |  | Feliks Niedziółka    |  |     |
| OB              |  | Lesław Ćmikiewicz    |  |     |
| OB              |  | Antoni Trzaskowski   |  |     |
| PO              |  | Tadeusz Nowak        |  |     |
| PO              |  | Kazimierz Deyna      |  |     |
| PO              |  | Bernard Blaut        |  |     |
| PO              |  | Jan Pieszko          |  |     |
| NA              |  | Tadeusz Cypka        |  | 75' |
| NA              |  | Robert Gadocha       |  |     |
| Rezerwowi:      |  |                      |  |     |
| PO              |  | Andrzej Zygmunt      |  | 75' |
| Trener:         |  |                      |  |     |
| Lucjan Brychczy |  |                      |  |     |

| Puchar Polski (1971/72)    |
| -------------------------- |
| Górnik Zabrze Szósty Tytuł |